# Neuville-Bosc
Neuville-Bosc ist eine französische Gemeinde mit 475 Einwohnern (Stand 1. Januar 2022) im Département Oise in der Region Hauts-de-France. Sie gehört zum Arrondissement Beauvais, zum Gemeindeverband Sablons und zum Kanton Chaumont-en-Vexin.

## Geographie
Die Gemeinde Neuville-Bosc liegt in der Landschaft Vexin an der Grenze zum Département Val-d’Oise, 19 Kilometer südöstlich von Gisors und 19 Kilometer nördlich von Pontoise. Zu Neuville-Bosc gehören die Ortsteile Le Grand Alleré, Le Petit Alleré, Tumbrel, Goupillon und Cresnes. Der höchste Punkt im Gemeindegebiet ist mit 216 m über dem Meer die Nordostflanke des Zeugenberges Buttes de Rosne. Die Bäche im Süden des Gemeindegebietes entwässern zum Sausseron, die im Norden zur Troësne.

## Geschichte
Zwischen 1826 und 1833 war Neuville-Bosc ein Teil der Gemeinde Chavençon.

## Bevölkerung
| Jahr                       | 1962 | 1968 | 1975 | 1982 | 1990 | 1999 | 2006 | 2013 | 2021 |
| -------------------------- | ---- | ---- | ---- | ---- | ---- | ---- | ---- | ---- | ---- |
| Einwohner                  | 150  | 155  | 191  | 266  | 346  | 440  | 503  | 535  | 478  |
| Quellen: Cassini und INSEE |      |      |      |      |      |      |      |      |      |

## Sehenswürdigkeiten
- Kirche Saint-Martin, erbaut im 12./13. Jahrhundert
- 1750 errichtetes und 1849 vergrößertes Schloss, heute als Seminarhotel genutzt[1]

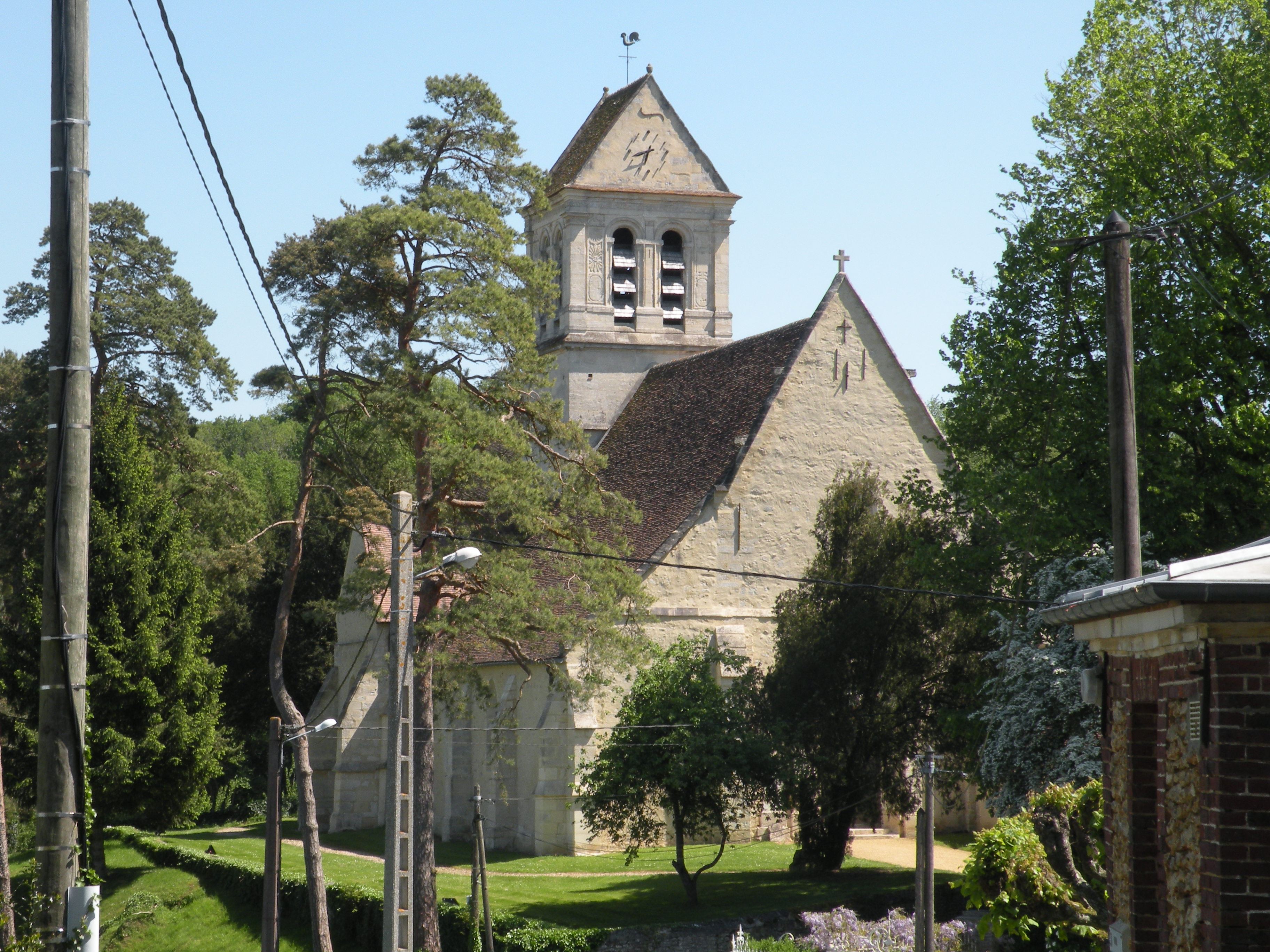
Kirche Saint-Martin
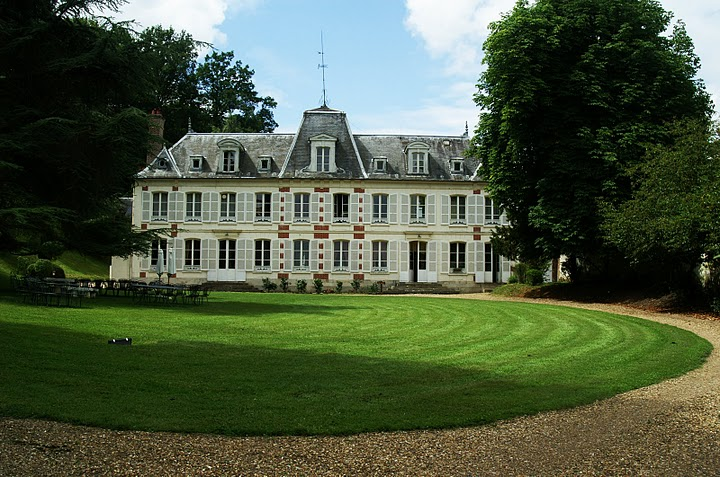
Schloss Neuville-Bosc
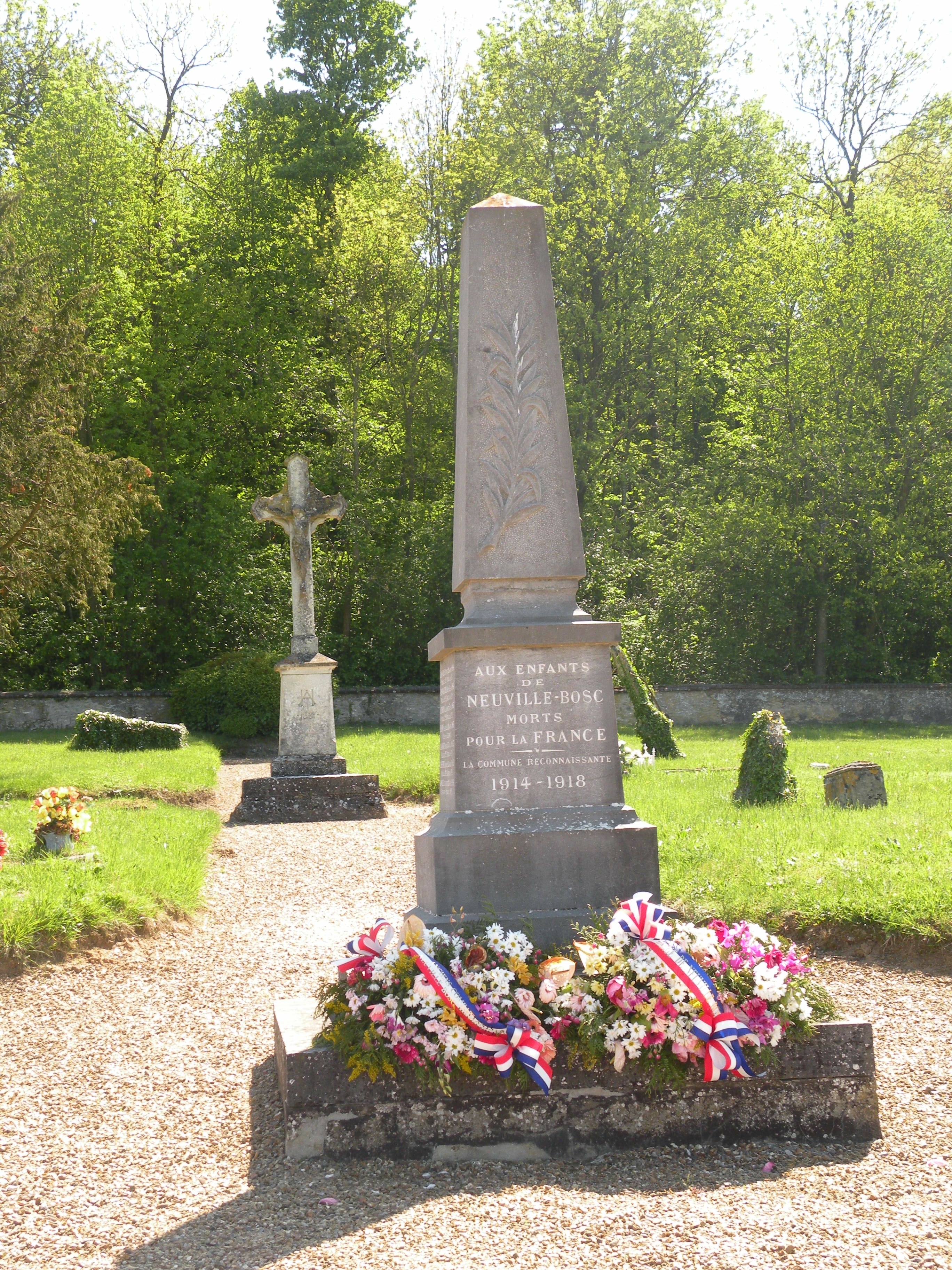
Gefallenendenkmal